# 안성 최규서 어서각
안성 최규서 어서각(安城 崔奎瑞 御書閣)은 경기도 안성시 원덕면에 있는 어서각이다. 1986년 5월 22일 안성시의 향토유적 제6호로 지정되었다.

## 개요
조선중기의 명신(名臣)으로 영의정을 지낸 충정공(忠正公) 최규서(崔奎瑞 1650-1735) 선생에 내린 영조의 어서(御書)와 영정(影幀)을 모신 정각(旌閣)이다. 영조는 충정공의 공로를 높이 찬양하여 친필로 쓴 「일사부정(一絲扶鼎)」이란 어서(御書)를 하사(下賜)하고 충신정문(忠臣旌門)을 세우게 했다. 그러나 정각이 선 자리에 1915년 미국대사관이 들어서게 되어 부득이 어서(御書)를 공의 묘소가 있는 지금의 이곳으로 옮겨 모신 것이다. 
현재 어서각(御書閣)에는 영조의 어서, 충정공(忠貞公)의 위패(位牌), 영정(影幀), 비망기(備忘記) 등을 봉안(奉安)해 놓았으며, 매년 음력 10월 6일 후손들이 모여 제향을 올린다. 팔작(八作)지붕의 한식 골기와를 얹은 건물 앞 좌우에는「어서각(御書閣)」「백연사자(白蓮祠字)」란 현판(縣額)이 걸려있다. 건물은 정면이 4.94m, 측면은 3.70m의 규모이며, 어서는 140cm×55cm 크기에 “일사부정 一絲扶鼎”이라 쓰여 있다. 
최규서의 자는 문숙(文叔), 호는 간재(艮齋), 소릉(少陵), 본관은 해주(海州)이며, 현감 석유(碩儒)의 아들이다. 현종(顯宗) 10년(1669) 진사시에 합격하고, 숙종(肅宗) 6년(1680) 별시문과(別試文科)에 병과(丙科)로 급제하여 출사한 뒤, 대사성 • 대제학 • 우의정 • 좌의정 등을 역임하였고 경종(景宗) 3년(1723) 영의정에 올라 기로소(耆老所)에 들었다. 소론(少論)의 영수(領袖)로서 활약했으며, 특히 영조 4년(1728) 이인좌(李麟佐)의 난(亂) 때는 그 음모와 주동인물을 고변(告變), 난을 토평(討平)케 하는 데 결정적 역할을 했다. 시호는 충정(忠貞)이며, 저서로는 「민재집(民齋集)」이 있다.

## 어서각터
어서각은 최규서(崔奎瑞, 1650-1735)의 집터 안에 있던 영조의 어필을 봉안하던 곳이다. 조선 경종·영조 때 영의정을 지낸 최규서는 영조 즉위에 대한 불만 때문에 일어난 무신란(戊申亂)을 평정한 공을 세웠으나 그 공이 문서에 기록되는 것을 원치 않았다. 이에 영조는 일사부정(一絲扶鼎)이라는 어필을 내렸다. 서울특별시 중구 정동 17번지, 프란치스꼬 교육회관에 어서각터 표지판이 있다.

## 같이 보기
- 최규서

## 참고 자료
- 최규서어서각 - 안성문화관광 - 시지정문화재